# Draba oreibata
Draba oreibata là một loài thực vật có hoa trong họ Cải. Loài này được J.F.Macbr. & Payson mô tả khoa học đầu tiên năm 1917.